# Abronia leurolepis
Abronia leurolepis (гладкоспинна абронія) — вид веретільницеподібних ящірок родини веретільницевих (Anguidae). Ендемік Мексики.

## Поширення і екологія
Гладкоспинні абронії відомі за типовим зразком, зібраним на сході Чіапаса. Вони живуть в гірських хмарних лісах, на висоті від 1800 до 2300 м над рівнем моря. Ведуть деревний спосіб життя.